# 1662
1662 (MDCLXII) a fost un an obișnuit al calendarului gregorian, care a început într-o zi de vineri.

## Nașteri
- 30 aprilie: Maria a II-a a Angliei  (d. 1694)
- 11 iulie: Maximilian al II-lea Emanuel, Elector de Bavaria  (d. 1726)
- 26 martie: Maria Luiza de Orléans  (d. 1689)
- 13 aprilie: Eleonore Erdmuthe de Saxa-Eisenach  (d. 1696)
- dată necunoscută: Baltagi Mehmet  (d. 1712)
- 18 noiembrie: Prințesa Anne Élisabeth a Franței  (d. 1662)
- 17 ianuarie: Françoise Pitel actriță franceză (d. 1721)
- 4 decembrie: Miklós Apáti Madár  (d. 1724)

## Decese
- 30 martie: François Le Métel de Boisrobert, poet și dramaturg francez, 69 ani (n. 1592)
- 16 iulie: Alfonso al IV-lea d'Este, Duce de Modena, 27 ani (n. 1634)